# Buohai
Pour les articles homonymes, voir Bohai.
Le Buohai (chinois simplifié : 渤海马 ; chinois traditionnel : 渤海馬 ; pinyin : Bóhǎi mǎ), ou Bohai, est une race chevaline originaire du Nord-Est de la province de Shandong, en Chine. Ce n'est pas une race native, puisqu'il provient d'un programme zootechnique initié en 1952 par le gouvernement chinois. Son stud-book et sa société d'élevage sont créés en 1974. Il fait désormais l'objet de mesures de protection et de croisements avec des chevaux de sport.

## Dénomination
La FAO et divers ouvrages enregistrent le nom « Bohai », sans répertorier de race chevaline chinoise sous le nom de « Buohai ». Cependant, le dictionnaire de CAB International et l'étude de l'Université de l'Oklahoma répertorient bien le « Buohai », en précisant qu'il ne faut pas confondre son nom avec « Bohai » (avec un renvoi de l'entrée « Bohai » vers « Buohai »). Quoi qu'il en soit, la race doit son nom au golfe de Bohai, proche de son berceau d'élevage, qui se situe sur les terres fertiles arrosées par le fleuve Jaune, d'usage agricole.

## Histoire

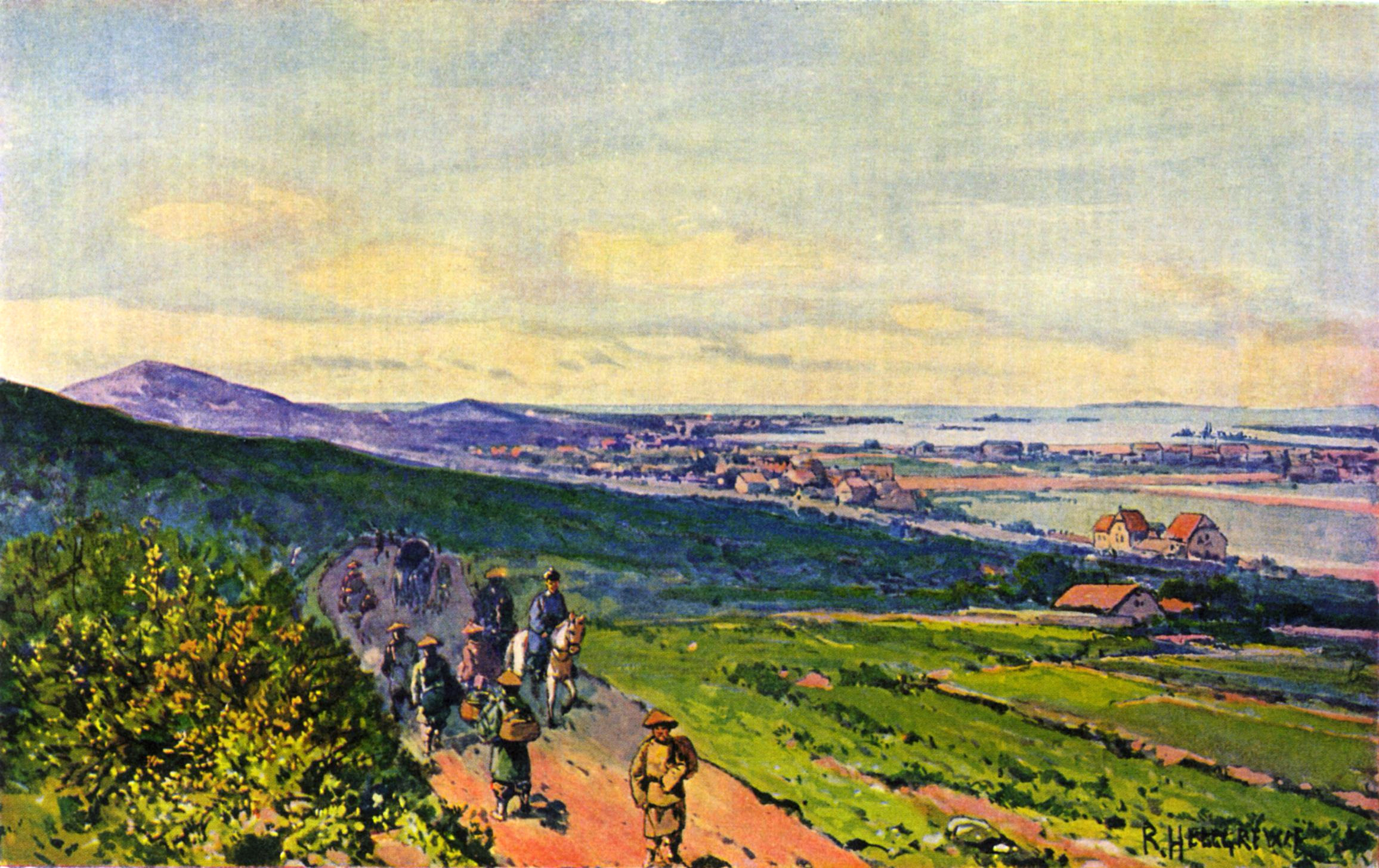
Vue d'époque (1911) de la région de Qingdao.

Dès la plus haute antiquité, des chevaux sont présents dans la région Nord-Est de Shandong, comme le démontre la découverte d'une tombe contenant les restes de plus de 600 chevaux enterrés il y a 2 600 ans, de type mongol.
L'origine du Buohai remonte à 1952, quand le gouvernement local entame un programme zootechnique visant à améliorer les chevaux de la province de Shandong. Dix étalons soviétiques de diverses origines sont introduits et, grâce à l'insémination artificielle, se croisent rapidement avec le cheptel local. L'entreprise est d'envergure, car en 1956, pas moins de 2 000 juments sont sélectionnées pour ce programme. Les premiers chevaux produits ne répondent pas aux exigences de la culture des terres. C'est pourquoi deux étalons et 17 juments de race ardennaise, ainsi que trois étalons et treize juments de race trait soviétique rejoignent le cheptel.
En 1963, le collège d'agriculture de Shandong établit un programme d'élevage précis applicable aux propriétaires de ces chevaux. En 1974, une association de race est créée et enregistre les animaux, soit 3 257 chevaux qui reçoivent à cette occasion officiellement leur nom de « Buohai ». Dans les années 1980, la race est à son apogée et compte environ 80 000 représentants.
Désormais, le type trait n'étant plus recherché, la race fait l'objet de nouvelles tentatives de croisement avec des chevaux de sport allemands, des Arabes et des Pur Sangs.

## Description
C'est un cheval de trait fort et compact, qui présente des différences de conformation du fait de l'utilisation de fondateurs typés selle ou typés trait. La tête, bien définie, possède un profil rectiligne. L'encolure, de longueur moyenne, est bien reliée aux épaules, qui présentent une inclinaison correcte. Le garrot est sorti, la poitrine profonde. Le dos et le rein sont droits. la croupe est à la fois longue, large, et inclinée. les jambes sont sèches, avec des tendons et des articulations bien définis. les pieds sont solides.
Les robes habituelles sont le bai et l'alezan, souvent avec une petite marque en-tête.
Bien adapté au climat de sa région, le Buohai ne perd que peu de poids s'il est mal entretenu. C'est aussi une trace très fertile.

## Diffusion de l'élevage
Il est considéré comme une race commune et une race « développée », c'est-à-dire créée en Chine et non-autochtone.
Le bureau de l'élevage et de la médecine vétérinaire de Shandong a mis en place des mesures de protection pour le Buohai. D'après l'évaluation de la FAO réalisée en 2007, le niveau de menace pesant sur la race est inconnu.